# Antony Hewish
Antony Hewish (Fowey, 11 de maio de 1924 — 13 de setembro de 2021) foi um rádio astrônomo britânico que ganhou o Prêmio Nobel de Física em 1974 (junto com o colega radioastrônomo Martin Ryle) por seu papel na descoberta de pulsares. Ele também foi premiado com a Medalha Eddington da Royal Astronomical Society em 1969.

## Carreira e pesquisa
Hewish foi professor de radioastronomia no Laboratório Cavendish de 1971 a 1989 e chefe do MRAO de 1982 a 1988. Ele desenvolveu uma associação com o Royal Institution em Londres quando era dirigido por Sir Lawrence Bragg. Em 1965, ele foi convidado a co-proferir a Palestra de Natal da Royal Institution sobre a Exploração do Universo. Ele posteriormente deu vários discursos à noite de sexta-feira e foi nomeado professor da Royal Institution em 1977. Hewish é membro do Churchill College, Cambridge. Ele também é membro do Conselho Consultivo para a Campanha pela Ciência e Engenharia.

### Prêmio Nobel
Uma aluna de PhD na sua equipe, Jocelyn Bell (mais tarde conhecida como Jocelyn Bell Burnell), descobriu uma fonte de rádio que foi finalmente reconhecida como o primeiro pulsar. O artigo que anunciou a descoberta teve cinco autores, o nome de Hewish sendo listado primeiro, o de Bell em segundo. Hewish e Martin Ryle receberam o Prêmio Nobel de Física em 1974 por trabalhar no desenvolvimento da síntese de abertura de rádio e seu papel na descoberta de pulsares. A exclusão de Bell do prêmio Nobel foi controversa e condenada pelo colega astrônomo de Hewish, Fred Hoyle.